# Rosario Navarro
Rosario Navarro (Santiago, 21 de marzo de 1975) es una empresaria chilena. En mayo de 2023 fue elegida presidenta de la Sofofa, convirtiéndose en la primera mujer en asumir ese cargo.

## Biografía
Nacida en Santiago, Navarro es hija del empresario Andrés Navarro, fundador de la empresa tecnológica Sonda, y la enfermera Sonia Betteley. Cursó su educación básica y media en el Colegio Villa María Academy, donde egresó en 1993..
Estudió dos años Bachillerato en Humanidades en la Pontificia Universidad Católica, antes de estudiar Licenciatura en Historia. Finalmente, egresó como Licenciada en Estética por la misma universidad. Su carrera profesional comenzó en la galería de arte A+D, luego trabajó como parte del equipo de vida social de la revista Cosas, antes de entrar al área de comunicaciones y marketing de la Universidad Andrés Bello, en donde trabajó por una década.
En 2013 su padre Andrés Navarro renunció a Sonda y Rosario entró al directorio de la empresa tecnológica, convirtiéndose en la directora más joven del IPSA.
En 2017 el presidente de Sofofa, Bernardo Larraín Matte invitó a Rosario a postularse como consejera gremial. En su rol como consejera estuvo a cargo de la implementación del comité ejecutivo y del denominado Comité de Evolución Empresarial.
En enero de 2023, junto a los consejeros Oscar Hasbún y Gonzalo Said, presentó su candidatura a la presidencia del gremio para el periodo 2023-2025. En las elecciones realizadas el 31 de mayo del mismo año Navarro obtuvo el 87% de los votos válidamente emitidos, convirtiéndose en la primera mujer en liderar la Sociedad de Fomento Fabril desde su fundación en 1883.
En agosto de 2024 fue elegida una de las 50 mujeres más poderosas del 2024 en Chile por la revista Forbes.